# Ukránok
Az ukránok a belaruszokkal és az oroszokkal együtt a keleti szláv népek csoportjához tartoznak, elsősorban Ukrajnában és a volt Szovjetunió utódállamaiban élnek.

## Származásuk
A 850-1110 közötti oroszokról és keleti szlávokról általában a Régmúlt idők elbeszélése őrzött meg adatokat, amit 1113-ban írtak Kijevben. A 9–13. század között fennállt Kijevi Rusz államában együtt éltek a mára szétvált keleti szlávok. A Kijevi Rusz vitathatatlanul Oroszország elődje, fővárosa és hatalmi centruma Kijev volt. A Kijevi Rusz szétesése nyomán lengyel, litván, török, német és egyéb befolyások érték a régiót, a nyelvészek nagy többsége szerint ekkoriban vált külön az orosz és az ukrán (és a belarusz) nyelv.

## Nemzetté válás
Az ukránok az oroszoktól és belaruszoktól a 14–15. században különültek el, nemzetté alakulásuk a 17–19. században ment végbe. Ukrajna neve az oroszban határmenti területet jelent. A középkorban és az újkor elején az ukránokat kis-oroszoknak nevezték, megkülönböztetendő a nagy-oroszoktól (illetve a fehér-oroszoktól). Fokozatosan az ukránokhoz csatlakoztak különböző kisebb keleti szláv népcsoportok, a ruszin népcsoportok (huculok, lemkók, bojkók, dolisnyánok). Az ukránság gazdag népi kultúrájából különösen népzenéjük és népviseletük ismert. A hívő ukránok többnyire ortodoxok, egyes nyugat-ukrajnai vidékeken viszont sokan közülük görögkatolikus vallásúak.
Az első ukrán nyelvű irodalmi alkotást Ivan Petrovics Kotljarevszkij írta 1798-ban. A 19. század közepén Tarasz Sevcsenko és Pantelejmon Kulis írásai már magas irodalmi színvonalat értek el.
Az ukrán nyelv szókincsének 84 százaléka azonos a belarusz nyelvvel, a lengyel nyelvvel 70, a szerb nyelvvel 68 százalék, az orosszal 62 százalékos az egyezés. E nyelvek mind a kölcsönös érthetőség határán mozognak.
A 20. században az ukránok – főleg a nyelvi, vallási és kulturális identitásukat jobban átélő nyugati ukránok – és az oroszok többször is szembekerültek egymással. Az első világháborúban az Osztrák–Magyar Monarchia hadseregében és az oroszoknál is szolgáltak ukrán katonák. Az 1917-es forradalom után Ukrajnában a nacionalisták időnként egyszerre harcoltak a Vörös Hadsereg és a lengyelek ellen, délen Nesztor Ivanovics Mahno anarchista Fekete Hadserege próbált államot alapítani. A polgárháborúnak másfél millió ukrán áldozata volt (mindkét oldalon).

## Államiság
Az ukrán államiság először a Szovjetunió keretében született meg 1922-ben. A moszkvai szovjet vezetésben az ukránok is mindig jelen voltak, de az ukrán nacionalizmus jelenségeit keményen elnyomták. Az 1930-as években a szovjet mezőgazdaság erőszakos kollektivizációja következtében nagy éhínség pusztított a Szovjetunió mezőgazdasági területein, főleg Ukrajnában, hat millió halottal. A Holodomort a Szovjetunió széthullása után az ukrán történészek és politikusok nagy része az ukránság ellen irányuló szándékos népirtásnak értékelte. 
A második világháborúban is harcoltak a front mindkét oldalán ukránok: kis részük csatlakozott a németekhez, míg a nagy többség, négy és fél millió ukrán katona, a szovjet hadseregben harcolt. A nyugat-ukrajnai erdőségekben azonban még az 1950-es évek elején is voltak szovjetellenes fegyveres ellenállók, Sztepan Bandera hívei. A parancsnokot 1959-ben Münchenben a KGB gyilkolta meg.
A németekkel is kollaboráló ukrán nacionalisták, az oroszul banderovcinak nevezett ellenállók hagyományai miatt is könnyű összemosni az ukrán nacionalizmust a fasizmussal.

## Híres ukránok
- I. Jaroszláv kijevi nagyfejedelem (Bölcs Jaroszláv)
- Sztyenka Timofejevics Razin(wd)
- Bohdan Hmelnickij
- Jemeljan Ivanovics Pugacsov
- Tarasz Hrihorovics Sevcsenko
- Ivan Sztepanovics Mazepa
- Ilja Jefimovics Repin
- Alekszandr Mihajlovics Rodcsenko
- Anton Szemjonovics Makarenko
- Ivan Jakovics Franko
- Iszaak Emmanuilovics Babel
- Alekszandr Lukics Ptusko
- Trofim Gyenyiszovics Liszenko
- David Fjodorovics Ojsztrah
- Larisza Szemjonovna Latinyina
- Ljudmila Markovna Gurcsenko
- Szergej Fjodorovics Bondarcsuk
- Szergej Pavlovics Koroljov
- Volodimir Olekszandrovics Zelenszkij

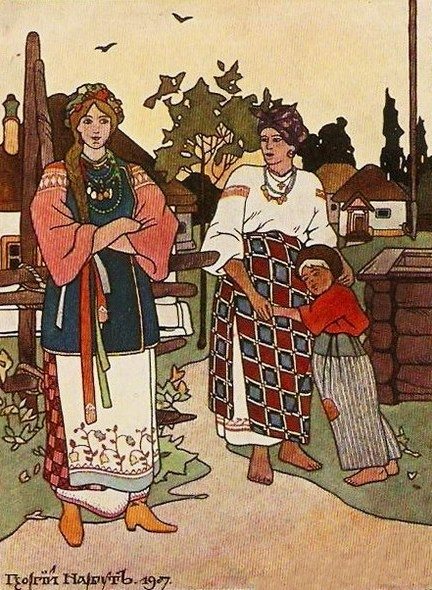
Ukránok, 1907